# Automatic (album av The Jesus and Mary Chain)
Automatic är det tredje albumet från det skotska indierock-bandet The Jesus and Mary Chain. Albumet släpptes i oktober 1989.

## Låtförteckning
1. "Here Comes Alice"
2. "Coast to Coast"
3. "Blues from a Gun"
4. "Between Planets"
5. "UV Ray"
6. "Her Way of Praying"
7. "Head On"
8. "Take It"
9. "Half Way to Crazy"
10. "Gimme Hell"
11. "Drop"
12. "Sunray"